# 80000 Shots
80000 Shots ist ein deutscher Dokumentarfilm von Manfred Walther, der 2002 veröffentlicht wurde. Er hat eine Länge von 53 Minuten.
Der Film zeigt in Zeitraffertechnik die Veränderung des Berliner Potsdamer Platzes über einen Zeitraum von zehn Jahren von 1990 bis 2000. Er beginnt beim Abbau der letzten Grenzbefestigungen und zeigt das Heranwachsen eines ganzen neuen Stadtteils, der Projekte der Daimler Chrysler debis und Sony am Potsdamer Platz. Dabei erhält der Betrachter ganz neue Einblicke in Abläufe und Entwicklungen.
2002 erregte der Film auf der Berlinale wegen seiner ungewöhnlichen Technik, seiner Filmmusik und der Art Dokumentation von Stadtentwicklung über einen langen Zeitraum Aufsehen.